# Protapirus

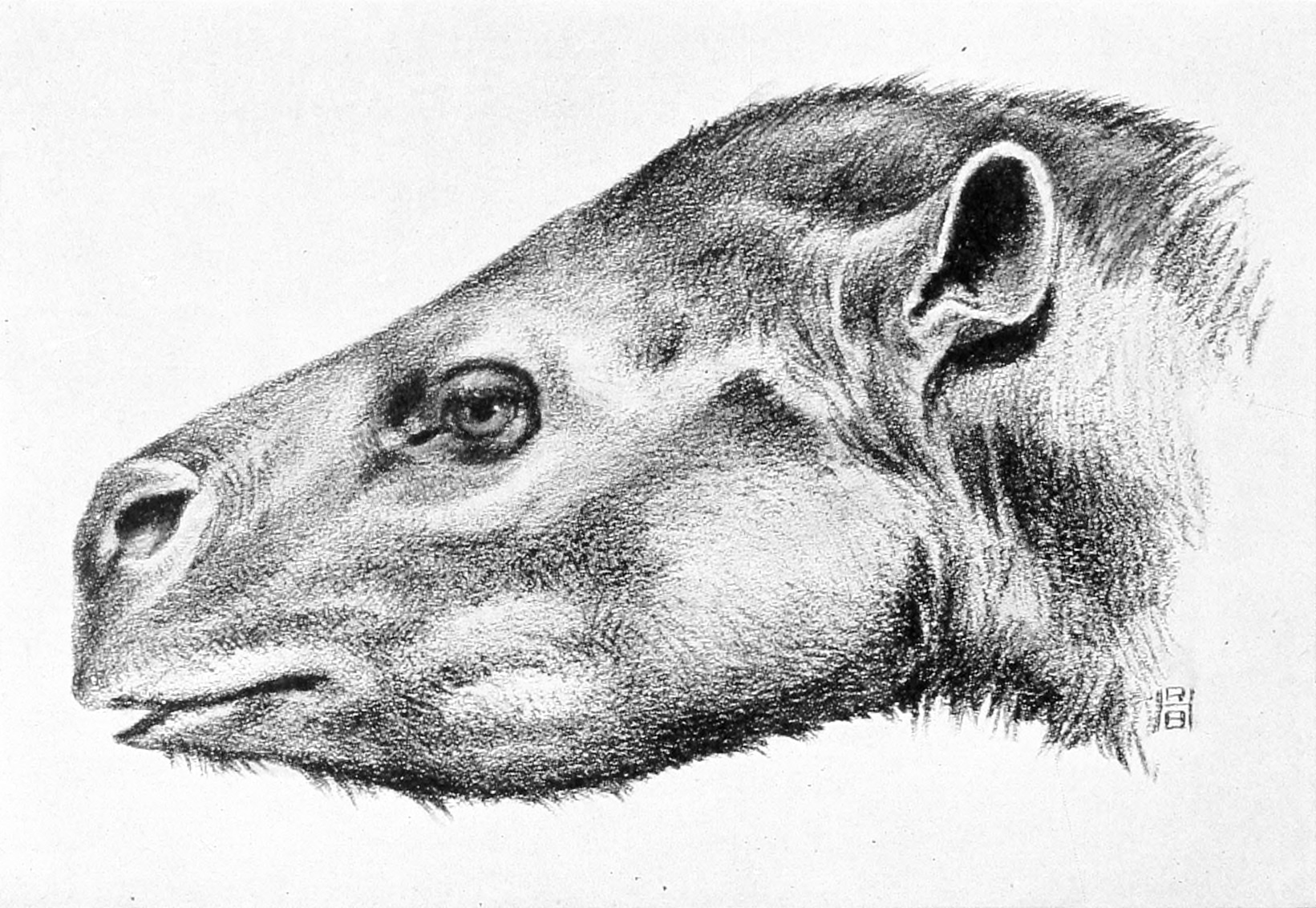
Reconstrucción de P. validus

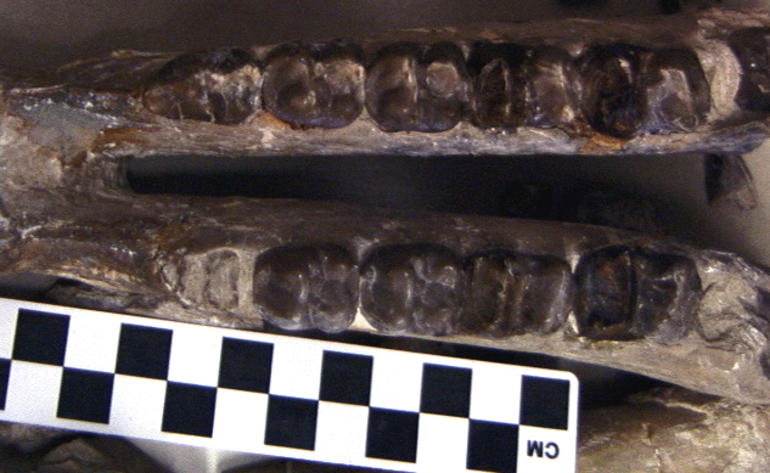
Mandíbula de Protapirus robustus

Protapirus es un género extinto de tapir. Los especímenes fósiles de este género se han encontrado en América del Norte y Europa.